# STL
STL (съкр. от Standard Template Library – Стандартна библиотека с шаблони)

е софтуерна библиотека, отчасти включена в стандартната библиотека на езика С++.

STL предоставя удобен начин за работа с контейнери, итератори, алгоритми и функтори. STL съдържа готови класове за работа с основни структури от данни
(стек, опашка, дек, списък, граф и др.)

## Примери
Сортиране на елементите на вектор:
```
#include
<iostream>

#include
<vector>

#include
<algorithm>

using
 
namespace
 
std
;

int
 
main
()
 
{

  
vector
<
int
>
v
(
5
);

  
for
(
int
 
i
=
0
;
i
<
v
.
size
();
i
++
)

    
v
.
push_back
(
i
+
1
);

  
cout
<<
"Големината на вектора е: "
<<
v
.
size
()
<<
endl
;

  
cout
<<
"Елементите на вектора в обратен ред: "
;

  
while
(
!
v
.
empty
())
 
{

    
cout
<<
v
.
back
()
<<
" "
;

    
v
.
pop_back
();

  
}

  
v
.
push_back
(
3
);

  
v
.
push_back
(
2
);

  
v
.
push_back
(
7
);

  
v
.
push_back
(
5
);

  
v
.
push_back
(
9
);

  
sort
(
v
.
begin
(),
v
.
end
());

  
cout
<<
"Елементите в нарастващ ред:"
<<
endl
;

  
while
(
!
v
.
empty
())
 
{

    
cout
<<
v
.
front
()
<<
" "
;

    
v
.
erase
(
v
.
begin
());

  
}

  
system
(
"pause"
);

  
return
 
0
;

}

```

## Още за STL
- www.infosys.tuwien.ac.at Архив на оригинала от 2007-12-23 в Wayback Machine.
- www.sgi.com
- www.infoman.musala.com[неработеща препратка]
- www.judge.openfmi.net Архив на оригинала от 2008-01-24 в Wayback Machine.
- STL Reference STL контейнери и членовете им
- C/C++ reference секция за STL
- „Практически самоучител на C++“ на Хърб Шилдт